# Boyd Holbrook
Robert Boyd Holbrook (* 1. září 1981 Prestonsburg, Kentucky) je americký herec a model. Objevil se ve filmech Milk, Pryč od pece, Noční běžec, Mezi náhrobními kameny a Zmizelá. Hrál hlavní roli agenta DEA Steva Murphyho v seriálu Netflixu Narcos. V roce 2012 hrál v minisérii Hatfieldovi a McCoyovi "Capa" Hatfielda a v roce 2017 ztvárnil padoucha Donalda Pierce ve filmu Logan: Wolverine.

## Soukromý život
Holbrook se narodil v Prestonsburgu , jako syn Ellen a Dona Holbrookových.

## Kariéra
Holbrook byl objeven při práci na částečný úvazek jako tesař pro Divadlo Jenny Wileyové v Kentucky. Podepsal smlouvu s Elite Models v roce 2001. Pracoval také pro jiné agentury jako Wilhelmina Models. Holbrook byl modelem pro takové designéry jako Gucci, Jean Paul Gaultier, Versus, Hugo Boss, Bill Blass, Calvin Klein, Moschino, Marc Jacobs, DSquared2. Vydal krátkou sérii básní přes webové stránky Model-Max.com, doprovázené ilustracemi Jamieho Strachana.
Holbrook je také fotograf, který pracoval pro Davida Armstronga. Je také sochařem, své práce vystavoval na své první výstavě, "Iscariot", v Rare gallery v Chelsea (New York) od 19. dubna do 17. května 2008. Holbrook ztvárnil agenta DEA Steva Murphyho v seriálu Narcos.
V roce 2017 Holbrook hrál Donalda Pierce, antagonistu ve filmu Logan: Wolverine, pokračování filmu Wolverine.

## Filmografie

### Film
| Rok  | Název                         | Role                     | Poznámky                  |
| ---- | ----------------------------- | ------------------------ | ------------------------- |
| 2008 | Milk                          | Denton Smith             | jako Robert Boyd Holbrook |
| 2011 | Higher Ground                 | dospívající Ethan Miller |                           |
| 2011 | Dcera nejlepšího kamaráda     | Circle                   | nekreditovaná role        |
| 2011 | Boj o dědictví                | Douglas Cleary           |                           |
| 2011 | Moving Takahashi              | Craig                    | Krátký film               |
| 2012 | Kouzlo Belle Isle             | Luke Ford                |                           |
| 2013 | Host                          | Kyle O'Shea              |                           |
| 2013 | Pryč z pece                   | tetovaný chlap           |                           |
| 2014 | Moje ségra má prima bráchu    | Billy                    |                           |
| 2014 | Malé nehody                   | Amos Jenkins             |                           |
| 2014 | Very Good Girls               | David Avery              |                           |
| 2014 | Mezi náhrobními kameny        | Peter Kristo             |                           |
| 2014 | Zmizelá                       | Jeff                     |                           |
| 2015 | Noční běžec                   | Danny Maguire            |                           |
| 2016 | The Free World                | Mo Lundy                 |                           |
| 2016 | Pistolnice Jane               | Vic Owen                 |                           |
| 2016 | Morgan                        | Skip Vronsky             |                           |
| 2016 | Kartonový boxer               | Pinky                    |                           |
| 2017 | Logan: Wolverine              | Donald Pierce            |                           |
| 2018 | Predátor: Evoluce             | Quinn McKenna            |                           |
| 2018 | Time of Day                   | Boyd Holbrook            | krátkometrážní film       |
| 2018 | O.G.                          | Pinkins                  |                           |
| 2019 | V měsíčním světle             | Thomas Lockhart          |                           |
| 2019 | Two/One                       | Kaden                    |                           |
| 2020 | Můžeme být hrdinové           | zázračný muž             |                           |
| 2021 | Beckett                       | Stephen Tynan            |                           |
| 2021 | Prokletí                      | John McBride             |                           |
| 2022 | Odplata                       | Ty Shaw                  |                           |
| 2023 | Indiana Jones a nástroj osudu | Klaber                   |                           |
| 2023 | Motorkáři                     | Cal                      |                           |
| 2024 | Úplně neznámý                 | Johnny Cash              | postprodukce              |

### Televize
| Rok       | Název                  | Role                                 | Poznámky                                                |
| --------- | ---------------------- | ------------------------------------ | ------------------------------------------------------- |
| 2009      | Zvláštní poldové       | Punk                                 | díl: „42“                                               |
| 2009      | The Beautiful Life     | Gabriel                              | díl: „Pilot“                                            |
| 2010      | Tvrdý obchod           | Jackson, Tucker                      | TV film                                                 |
| 2011      | Ve znamení raka        | Mykail                               | 6 dílů                                                  |
| 2012      | Hatfieldovi a McCoyovi | William "Cap" Hatfield               | Minisérie; 3 díly                                       |
| 2013      | Liberace!              | Cary James                           | TV film                                                 |
| 2015-2016 | Narcos                 | Steve Murphy                         | 20 dílů                                                 |
| 2020      | Robot Chicken          | Oberyn Martell / Deacon Frost (hlas) | díl: „Buster Olive in: The Monkey Got Closer Overnight“ |
| 2020      | The Fugitive           | Mike Ferro                           | hlavní role, 14 díly                                    |
| 2021      | Premisa                | Aaron                                | díl: „Moment of Silence“                                |
| 2022      | The Sandman            | Corinthian                           | hlavní role                                             |
| 2023      | Strážce pořádku        | Clement Mansell                      | hlavní role                                             |

## Ocenění a nominace
| Rok  | Ocenění                                  | Kategorie      | Práce       | Výsledek  |
| ---- | ---------------------------------------- | -------------- | ----------- | --------- |
| 2012 | Mezinárodní filmový festival v Hamptonsu | Objev roku     | Host        | vítězství |
| 2014 | Mezinárodní filmový festival v Miláně    | Nejlepší Herec | Malé nehody | nominace  |